# Rosfors bruk
Rosfors bruk är en bruksmiljö som ligger vid Rosån, norr om Sjulsmark i Piteå kommun. Bruket bedrev järnframställning och jordbruk och kärnan i bruket var masugnen i form av en mulltimmerhytta. Bruket startades 1830 och drevs fram till 1940-talet, men järntillverkningen upphörde 1875. Masugnens övre del är rekonstruerad efter en brand 1906.

## Bruket grundas
I början av 1830-talet upptäcktes att det fanns järnmalm i berggrunden i Rosfors. År 1838 bildade 15 lokala bönder, främst från Sjulsmark och Öjebyn, samt arbetare från bygden ett gruvbolag.
Bruken i Selet (i Luleå kommun) och Altersbruk kan ha varit förebilder för tanken på gruvdrift och järnverk. Den malm man hade hittat vid de närbelägna Ristjälen och Klöverberget kunde användas för järnframställning. Bönderna bildade ett bolag och bruket grundades formellt i oktober 1831, men inte förrän 1839 hade man en masugn färdig att tas i bruk.

## Järnmalm
När produktionen ökade räckte inte de egna malmtillgångarna utan man tog malm från Hindersön i Luleå skärgård och från Gällivare. Med ökande produktion och modernare tekniker kunde bruket snart producera ett överskott. Det såldes till Altersbruk och Degerfors bruk i Jävre.

## Finansiering och teknik
När bruket växte kunde ägarna få finansiella tillskott från män med inflytande. Rosfors bruk var en tekniskt sett mycket modern anläggning. Bruket såg till att utnyttja de nya tekniska metoder som tillkom under 1800-talets första hälft.

## Tillverkning
I början var tackjärn det enda man tillverkade.
Med tiden tillkom gjuteri och mekanisk verkstad, så att de kunde tillverka grytor, pannor, järnspisar, gravvårdar, trädgårdsmöbler, jordbruksmaskiner och smidesföremål till skepp och båtar. För brukets självförsörjning byggdes en såg och en kvarn, så att man skulle kunna få de trävaror och det mjöl man behövde. 
Den grovbladiga sågen ersattes så småningom med en finbladig ramsåg som låg högre upp i Rosån. Man vidareutvecklade också manufaktursmedjan.

## Sysselsättning
De anställda vid bruket fick vara inställda på olika sorters arbete. Järnframställningen kunde bara vara igång när tillgången på vatten var god i ån. Bäst vattentillgång var det under vårfloden. Under tider med dålig vattentillgång fick bruksarbetarna arbeta i jordbruket och även i skogsbruket, där de skötte kolmilor och brände tjära. Masugnen hade stort behov av träkol och det köptes in även från grannsocknarna.

## De norrbottniska brukens förutsättningar
Att driva järnbruk i Norrbotten var förenat med risker, vilket alla järnbruk i landskapet fick känna av. Under nödåret 1868 minskade Rosfors bruks verksamhet, och även andra av de nordliga järnverken upplevde samma sak. 
Järnframställningen och manufakturtillverkningen i Rosfors kunde drivas fram till 1875. Efter det året fanns bara  jord- och skogsbruket kvar.

## Återupptagande av jordbruket
Efter cirka tjugo år övertogs bruket av C A Hedqvist och denne återupptog jordbruket och driften kvarnen och vattensågen. Åkrarna var då delvis igenvuxna, men kunde börja brukas igen. Dessutom gjordes nyodlingar. 1899 byggdes en ny herrgård på den plats där en gång brukets skolbyggnad hade funnits.
År 1906 började en kolmila brinna okontrollerat, under en häftig storm. Branden spreds vidare till inspektorsbyggnaden och masugnen. Något år senare brann flera andra ekonomibyggnader. 
Trots dessa motgångar blev jordbruket i Rosfors framgångsrikt. Där hade man goda betesmarker som kunde samnyttjas med mönsterjordbruket Karlberg i Öjebyn. Karlbergs kreatur kunde tidvis flyttas till Rosfors för betesgång.  
Bruket bytte ägare flera gånger under den  första hälften av 1900-talet. Ända fram till 1940 upprätthölls driften av bruket. Då förstördes sågverket och dammen vid ett ras. Masugnen har rekonstruerats men av hyttan, smedjan, kolhuset och sågen finns endast grunder och fundament kvar. Numera äger Mo & Domsjö AB det som är kvar av Rosfors.
Idag finns Rosfors herrgård, ekonomibyggnader som lador, i grupperade om fyra ute på åkrarna, diverse uthus samt otaliga grunder. Odlingslandskapet betas för att det ska hållas öppet. Till gruvhålen och schakten vid Ristjälsgruvan kan man komma via den gamla transportvägen.   
Vägen som leder förbi Rosfors anlades antagligen i samband med att bruket startades. Den går längs en ås genom det öppna odlingslandskapet, och den kantas av björkalléer.
Rosfors bruk utgör tillsammans med ängar utmed ån ett naturreservat i Piteå kommun i Norrbottens län.